# Oligodon planiceps
Oligodon planiceps este o specie de șerpi din genul Oligodon, familia Colubridae, descrisă de Boulenger 1888. A fost clasificată de IUCN ca specie cu risc scăzut. Conform Catalogue of Life specia Oligodon planiceps nu are subspecii cunoscute.